# Campionato europeo per Nazioni di rugby a 13 1938-1939
Il Campionato europeo per Nazioni di rugby a 13 del 1938 - 1939 fu la quinta edizione del massimo torneo continentale di rugby league o rugby a 13; ancora una volta venne disputato dalle nazionale della Francia, del Galles e dell'Inghilterra. Venne vinto per la prima volta dalla Francia.

## Formula
La formula rimane invariata anche per questa edizione e venne disputato un girone all'italiana di sola andata tra le tre partecipanti.

## Risultati
| Llanelli 5 novembre 1938 | Galles | 17 – 9 | Inghilterra | (20.000 spett.) |

| 25 febbraio 1939 | Inghilterra | 9 – 12 | Francia |  |

| Bordeaux 16 aprile 1939 | Francia | 16 – 10 | Galles | (25.000 spett.) |

## Classifica
| Posizione | Nazione     | Partite | Partite | Partite | Partite | Punti | Punti  | Punti      | Punti in classifica |
| Posizione | Nazione     | Giocate | Vinte   | Nulle   | Perse   | Fatti | Subiti | Differenza | Punti in classifica |
| --------- | ----------- | ------- | ------- | ------- | ------- | ----- | ------ | ---------- | ------------------- |
| 1         | Francia     | 2       | 2       | 0       | 0       | 28    | 19     | +9         | 4                   |
| 2         | Galles      | 2       | 1       | 0       | 1       | 27    | 25     | +2         | 2                   |
| 3         | Inghilterra | 2       | 0       | 0       | 2       | 18    | 29     | -11        | 0                   |

## Campioni
| Nazione vincitrice edizione 1938-1939 |
| ------------------------------------- |
| Francia (1º titolo)                   |